# أنخيل ماتياس
أنخيل ماتياس (بالإنجليزية: Ángel Matías)‏ (30 يوليو 1976 - ) هو لاعب كرة طائرة الولايات المتحدة.